# Ряшівська конфедерація
Ряшівська конфедерація 1587 р. — конфедерація шляхти Руського воєводства, створена 2 грудня 1587 р. після роздільних виборів польсько-литовського короля 1587 року.
Конфедерати закликали обидві сторони: прихильників Сигізмунда III Вази та Максиміліана III Габсбурга не вдаватися до військових дій. Конфедерацію підписала 421 особа.